# Companhia do Chapitô
A Companhia do Chapitô nasce em 1996, desenvolvendo desde logo uma linguagem artística própria. Desde a sua fundação, levada a cabo por João Sena, José Carlos Garcia e o músico e actor Rui Rebelo, procura um teatro que convida a pensar a experiência humana e amplie a participação, um trabalho colectivo em movimento e em relação, onde os elementos vocais, instrumentais, gestuais, rítmicos, e plásticos estão ao mesmo nível da linguagem verbal. A companhia trabalha e desenvolve formas que revelam a criatividade e o optimismo humano, daí a sua vocação para a comédia, que responde  à capacidade do homem perceber os aspectos mais insólitos da sua realidade física e social. O  propósito da Companhia é criar e comunicar um teatro dos sentidos, que sintetiza as várias artes, de provocação e compromisso com o presente, uma arte centrada no actor e no jogo entre estes e o público, afirmando a sua vocação universal. Desde 1996 ano da sua formação, produziu 35 criações originais, apresentadas tanto em Portugal como na Europa, América do Sul, Médio e Extremo Oriente. 
A Companhia do Chapitô está inserida no projecto Chapitô, uma colectividade cultural e recreativa sediada em Lisboa.

## Repertório (incompleto)
2016
ATM - Atelier de Tempos Mortos
(em actualização)
2015
Electra
(em actualização)
2013
Dr. Jekyll & Mr. Hyde
(em actualização)
2012
Macbeth
(em actualização)
2011
Édipo
(em actualização)
2010
Cão que morre não ladra
Cães mortos não ladram – ou será que ladram? 
Pessoas mortas não dançam – ou será que dançam? 
O último espectáculo da Companhia do Chapitô é uma comédia negra que fala duma família que tem um problema bastante sério. É uma família que tem uma maneira própria e especial de lidar com a perda dum ser amado. Uma família despedaçada e partida ao meio pela tragédia mas finalmente reunida…
O que dizem de “Cão que morre não ladra”
Em Portugal
"John Mowat, o encenador, considera que “Cão que morre não ladra” é a peça mais encharcada de “humor negro” da história da Companhia. Pela lógica é a mais surrealista mas, por ironia, é também aquela em que as personagens são mais realistas…"
Cláudia Silva,Jornal Público,Janeiro 2010
"…Nesta peça, que mantém o imaginário teatral delirante de Mowat, o encenador inglês desvia-se da linguagem do teatro físico para mergulhar num teatro de texto, ainda que a sua efectividade e cruel capacidade de credibilidade realista seja possível por via por via do extraordinário trabalho físico dos interpretes."
Cláudia Galhos,Jornal Expresso,Janeiro 2010
"…nunca houve família mais propensa a soluções tão estupidamente radicais como a desta absurda e um bocadinho comovente história, encenada por John Mowat num espectáculo talvez um pouco mais hilariante do que o costume.
…
É, não haja dúvidas, uma história de redenção, onde o que realmente encanta é a precisa e desenvolta interpretação – e embora não seja geralmente justo, qualificado e equilibrado como é este elenco, destacar um actor, o cadáver criado por Marta Cerqueira é uma personagem impossível de esquecer."
Rui Monteiro, Revista Time Out, Fevereiro 2010
"Aconselho-vos a que não percam. Abram os olhos e os ouvidos o máximo que puderem, deixem-se enternecer e espantar pelo imenso talento dos actores, pelo excelente trabalho de toda uma equipa que o espectáculo revela, deixem-se impressionar até ao riso pelas momices e expressividade dos intérpretes, às vezes actores, às vezes contorcionistas, às vezes palhaços, mas deixem-se impregnar pela imensa sabedoria que a desconcertante crueldade indicia, pela realidade que apenas o riso consegue denunciar com esta dureza: a realidade familiar como palco clandestino da morte da verdade, da coragem, da vida e do amor."
RisoletaC Pinto Pedro, Blog Risco de Luz, Janeiro 2010
2009
A Tempestade

É uma história de magia, monstros e espíritos numa ilha encantada num mar distante. Conta o que aconteceu nesse mundo de sonho, quando a inocência, o amor, o medo, a malvadez e a vingança entram em choque sob o poder de um grande mágico.
A peça mais visual de Willian Shakespeare
Autoria: Criação Colectiva Companhia do Chapitô
Encenação: John Mowat
Interpretação: Jorge Cruz, Marta Cerqueira, Tiago Viegas
O que dizem de “A Tempestade”
Em Portugal
"… O teatro é aqui um gesto, um olhar, um objecto que se transforma noutro. Num registo minimalista, tudo parte de um cenário feito de um pedaço de tecido, um livro, roupas de uso comum e alguns outros objectos. A música composta por Tiago Cerqueira é fundamental na encenação, e passa por múltiplos registos: serve a narrativa nãos sendo uma “ilustração literal” da história."
Gisela Pissarra, Revista NS – Diário de Noticias, Janeiro 2009
"…A “peça mais visual de Shakespeare”, faz a equipa sentir-se como peixe nas águas da comédia visual."
Rosário Anselmo, Visão, Janeiro 2009
"… Pantomina é pois a palavra-chave, a técnica por detrás do trabalho de John Mowat, a ferramenta que amplia a comédia sem descurar o conteúdo poético e o desenvolvimento dramático da obra. Este elemento, que torna a sua direcção uma abordagem original e ousada, permite aos actores explorarem os seus corpos, as suas limitações e as suas potencialidades como instrumentos narrativos, mostrando-se exemplares na representação das ambiguidades desta comédia visual, criando as palavras que não dizem em atraentes e arrebatadores movimentos que um pano preto e um livro completam como uma coreografia de sentimentos"
Rui Monteiro, Time Out Lisboa, Janeiro 2009
Na Suécia
"Três actores encarnam todas as personagens num palco vazio. Transformação é o seu modo de expressão dominante, e eles usam apenas um pano preto e o livro mágico vermelho de Prospero como adereços.
Principalmente no início é vertiginoso ver o modo inteligente, exacto e divertido em como passam de papel para papel, de história para interpretação, de situação para situação. 
O público é uma parte integrante importante na actuação, sem ser atacado ou compelido a participar activamente. "
Novembro 2009
"Teatro mágico é também o que o ensemble de teatro português Chapitô mostra com a Tempestade até quinta-feira no Stadsteater de Estocolmo. O mesmo palco vazio de Brook, três actores, um pano preto e o livro mágico de Prospero é tudo que é necessário para esta peca de Shakespeare em inglês.
O resto, que aqui é o principal, é corpo, mímica, gesto, voz e muita comédia. Muito rapidamente e completamente visível os actores mudam de papel com uma careta ou de cena com um gesto, tanto lutam uns com os outros como consigo próprios e a brincar apresentam os conflitos e temas da peca."
Novembro 2009
"Isto é arte de imagem e movimento envolto numa história que não é necessário conhecer para poder entender."
Novembro 2009
2008
Drákula
Dr. Jonathan Harker, um célebre dentista inglês é chamado de urgência a Transilvânia, ao chegar ao castelo do seu cliente depara-se com um vasto espólio de doenças e estranhos hábitos de dieta e higiene oral: queda de dentes, gengivite, mau hálito e uma acentuada ausência de vitamina D. 
No regresso a Londres, sucedem-se incidentes ainda mais perturbantes: o conde não consegue abandonar os seus hábitos perversos, nem a sua particular preferência por certos grupos de sangue. Nada parece detê-lo. Sem alternativa Dr. Harker pede auxilio ao seu colega e amigo Prof. Van Helsing - o grande Vampirologista. Entre A positivo e RH negativo, o romance, o suspense e o drama nas ruas sombrias de Londres. O renascimento do afamado Conde Drácula, para recuperar uma dentição que não resistiu à passagem dos séculos. O mito no seu sentido mais vampiresco...
O que dizem sobre “Drákula”
Em Portugal
"É riquíssimo, este teatro, e de infindáveis recursos, riqueza humana, recursos humanos. Quanto ao resto, entre cenários e adereços, temos três ou quatro caixotes, um banco ou dois (sei lá…) uma tábua e uns quantos chapéus. É tudo. Para um número infindável de personagens, lugares, situações. 
Esta é uma peça de teatro em que se chora a rir (convém não levar rímel). Sem dúvida. Mas isso, não sendo pouco, é o menos da peça. Há muito, muito, muito mais. Por detrás do riso, o coração, a contemplação, a ternura, a dor e o crescimento, a contenção e o siso. A sentir. E a ver."
Risoleta Pinto Pedro, Blog: http://risocordetejo.blogspot.com/, Janeiro 2008
"… O público não recebe passivamente uma informação, tem que estar activo na realização do espectáculo e deixar a sua imaginação fluir, tanto mais que a utilização de poucos recursos humanos e técnicos é apanágio dos espectácyulos da Companhia do Chapitô.
Esta economia de recursos encontra justificação na crença absoluta de que “a escassez de recursos fomenta a criatividade e a inventividade da improvisação” porque a Companhia faz muita itinerância nacional e internacional …
De forma resumida, “Drakula” é um espectáculo que “oscila entre o bizarro e o hilariante, temperado com a riqueza da simplicidade que caracteriza o trabalho da Companhia do Chapitô”"
Ana Leonor Martins, Revista Magazine Artes, Janeiro 2008
"… Profissionais como José Carlos Garcia, de uma expressividade e tempos cómicos apuradíssimos, Jorge Cruz, pleno de fisicalidade, e Tiago Viegas, singular nas diversas composições."
Maria Inês Almeida, Revista Time Out,Fevereiro 2008
"… a procura de um teatro que amplie a participação, como contraponto ao clássico teatro de repertório e literário. A Companhia resgata a importância do actor como instrumento ao serviço da arte, com tudo o que ele tem: corpo, voz, conhecimento e criatividade."
Almerinda Romeira, Jornal: Correio da Manhã, Janeiro 2008
"… Todo o trabalho é fundado numa sugestão de forte impacto visual, que convoca as mais diversas imagens e situações a partir de…quase nada, para além do corpo de actores. Interessa-me comunicar ideias visualmente e questionar como utilizaremos a linguagem”
Cláudia Galhos, Expresso, Fevereiro 2008
"… Pontos fortes do espectáculo são, justamente, as deslocações, em que não apenas os três actores desempenham um sem número de personagens com uma desenvoltura impressionante, independentemente do sexo, nacionalidade ou condição social das mesmas, como se servem dos mais simples acessórios cénicos … Esta permanente recriação de personagens, lugares e ambientes é um dos aspectos interessantes e bem conseguidos de um espectáculo que é, todo ele, um modelo de criatividade e de invenção teatral… produzindo um delírio quase permanente de “nonsense” e de humor, feito, desfeito e refeito à vista do espectador, que não corre o risco de se aborrecer durante um só minuto."
João Carneiro, Expresso, Fevereiro 2008
2007
Medeia
Assassinato, carnificina, crueldade, sofrimento, humilhação, engano, lascívia, fúria, desespero, vingança e tragédia são alguns dos ingredientes desta comédia negra de arrepiante hediondez representada pela Companhia Paulo Ribeiro e pela Companhia do Chapitô  neste (re)contar do conhecido mito Grego.
Uma criação: Colectiva
Encenação: Jonh Mowat
Interpretação: Leonor Keil, Jorge Cruz, José Carlos Garcia, Marta Cerqueira
Co-produção: Companhia Paulo Ribeiro, Companhia do Chapitô, Teatro Viriato
O que dizem sobre “Medeia”
Em Portugal
"… É mais uma experiência de riso, até às lágrimas, através do recurso ao teatro físico....Aqui, o que se trata é mesmo do registo inteligente, mesmo que desvairado. Próximo do burlesco de tal modo que quase roça o pornográfico, num sentido humorístico e na medida exacta do ridículo exagerado que não perde o bom gosto. Mesmo nas piadas descaradamente sexuais, é uma grosseria extraordinariamente bem executada."
Cláudia Galhos, Expresso, Fevereiro 2007
2005
O Grande Criador
Baseado em algumas histórias bíblicas trata-se de uma comédia visual que retrata um Deus humanizado e confrontado com os inúmeros problemas relativos à criação do mundo, do Homem e da sua evolução.
Autoria: Criação Colectiva
Adaptação de Textos: Miguel Castro Caldas
Encenação: John Mowat
Interpretação: Jorge Cruz, José Carlos Garcia, Rui Rebelo
O que dizem sobre “O Grande Criador”
Em Portugal
"Quanto a prémios, a Companhia do Chapitô, com o espectáculo "O Grande Criador", recebeu a preferência da assistência, que lhe atribuiu o Prémio do Público do Festival TeatroAgosto. O público classificou, todos os dias, os espectáculos consoante a sua preferência. "O Grande Criador" terá o privilégio de ser o espectáculo que irá abrir o Festival em 2008. "
Jornal Beira Interior, Agosto 2007
Em Espanha
"… Todo en un tic tac celestial. Y una función que comienza en cueros pasa a ser contada entre cartones, en un desparrame de desorden cósmico y terrenal que no sé si es una metáfora o una forma de ahorrarse decorado.
… El trabajo actoral, jugando bien al enganche en la principal fuerza de atracción. Los personajes se vuelven cada vez más locos. El desdoblamiento que uno de los actores hace entre tres o cuatro personajes resultó de lo más celebrado por el público de este festival.
… Entre una cosa y otra en O grande Criador se van solventando las carencias gracias a que estos tres actores caen muy bien, son simpáticos y resuelven el reto com un buen ritmo y un eficaz trabajo corporal."
Jornal Espanhol, Roberto Herrerro, Março 2007
No Festival de Mérida
"… Os portugueses apresentarão uma criação colectiva que procura colocar ao mesmo nível do texto os elementos vocais, instrumentais, gestuais, rítmicos e plásticos…"
Lusa, Julho 2007
"Portugueses aplaudidos de pé" - Os portugueses do Chapitô foram aplaudidos de pé na sua estreia no Festival de Teatro Clássico, com a peça ”O grande Criador”. O público, maioritariamente espanhol, reagiu bem ao humor e à sátira da peça com três actores em palco e um reduzido número de adereços.
Primeiro de Janeiro, Junho 2007
Na Finlândia
"O grupo de trabalho demonstrou a sua preocupação em conseguir criar um ambiente local. A sátira também funciona. Pelo meio das réplicas em língua inglesa foram incluídas palavras finlandesas que se moldam habilmente na boca dos actores: humala (NdoT: bebedeira, embriaguez) e jumalauta (NdoT: é uma palavra de baixo calão mas que literalmente significa Deus me ajude).
Centralizando-se num trabalho de actor de expressão física não se socorre a efeitos de elementos externos, se bem que o palco se abre de um ápice, cena após cena, em magnificas visões"
Helsingin Sanomat, Novembro 2008
2004
Talvez Camões
Poucas certezas há sobre a vida do famoso poeta português Luís Vaz de Camões, autor de “Os Lusíadas”. Talvez tenha nascido em 1524 ou talvez em 1525, talvez tenha nascido em Lisboa ou talvez em Coimbra, talvez tenha sido acolhido na corte portuguesa aos 18 anos talvez aos 19, perde o olho direito talvez em Ceuta. Explorando as incertezas históricas acerca da sua vida, a
Companhia do Chapitô apresenta agora... TALVEZ CAMÕES Monte Olimpo, séc. XVI: os deuses gregos encontram-se mergulhados numa profunda depressão... haviam sido esquecidos.
A Humanidade está, na sua maioria, convertida ao monoteísmo. Invejoso da popularidade da Bíblia, Júpiter envia Baco à Terra para conceber um filho, Camões. Os deuses pretendiam que este escrevesse um famoso livro enaltecendo os deuses do Olimpo e de como ajudaram Vasco da Gama na sua viagem marítima rumo ao Oriente. Começa assim uma Odisseia reinventada que relata inúmeros factos que os historiadores talvez desconheçam.
Encenação: John Mowat
Interpretação: Jorge Cruz, José Carlos Garcia, Rui Rebelo
O que dizem sobre “Talvez Camões”
Em Portugal
"Distinguido em Espanha,Ciudad Rodrigo com o prémio de Melhor Espectáculo de Sala, Talvez Camões é sobre a incerteza histórica de um homem polémico: Luiz Vaz de Camões. Talvez é a palavra de ordem…"
Jornal de Noticias, 2006
2003
Tartufo
2002
Don Quixote
2001
Romeu & Julieta
2000
Leonardo
O Sorriso
1999
A Banda Sonâmbula
Café
Irmãos Marinelli
Momo
1998
Água Vai
Irmãos Lenga-Lenga
Não Diga Nada
1997
Fígados de Tigre
Populus Absconsus
1996
Ele Foi, Contou e Voltou
Viajantes Malucos
Itinerância / Itinerancy by Companhia do Chapitô -
Espanha / Spain:
Leon, Picassent, Segovia, Valladolid , Eibar, Salamanca, Benavente, Illescas, Ponferrada, Guadalajara, Bargas de Toledo, Laguna del Duero, Malaga, Alcala de Henares, Vilafranca del Bierzo, Basauri, Medina del Campo, Muros, Vilalba, San Sebastian, Miguelturra, Villacañas, Santa Cruz de La Zarza, Toro, Barco, Villafranca de los Caballeros, Mérida – Festival Internacional de Teatro, Noain, Sanguesa, Cadiz – Festival Internacional de Teatro, Durango, Alsasua, Mutilva, Benicassim, Pamplona, Ansoain, Almeria-El Ejido – Festival Internacional de Teatro, Cangas, Ponferrada, Salamanca, Santa Fé, Santiago de Compostela, Palência, Santurtzi, Victoria, Amorebieta, Burgos, Elorrio, Miranda D’Ebro, Ciudad Rodrigo, Sondika, Arrigorriaga, Amurrio, Zumarraga, Carballo, Gijon – Festival Internacional de Teatro (Feten).
Portugal:
Fundão – Festival Teatro Agosto, Abrantes, Sobral de Monte Agraço, Cartaxo, Almeirim, Pombal, Açores - Ilha do Pico, Santo André – 10ª Mostra de Teatro, Alcanena, Montemuro – Festival Altitudes, Povoa do Varzim – Festival É-Aqui-In-Ócio, Maia – Festival Cómico da Maia, Aveiro, Açores - Ilha Terceira – Ramo Grande, Açores - Ilha de São Miguel – Ribeira Grande, Açores -  Ilha do Faial – Horta, Golegã, Cartaxo, Montijo, Caldas da Rainha, Bragança, Vila Real, Guarda, Faro, Olhão, Vila Real de Sto. António, Viseu, São João da Madeira, Porto, Estarreja, Santarém, Águeda, Goveia, Tondela, Palmela, Torres Vedras.
Brasil /Brazil:
São Paulo, Rio de Janeiro – Festival Rio Cena Contemporânea, Brasilia –, Fest Clown- Funarte, Salvador da Bahia – FIAC – Festival Internacional de Artes Cenicas da Bahia, FILO –Londrina, Mostra de Teatro de Brasília, no  Centro Cultural do Banco do Brasilia, São Paulo, SESC-Pompeia, Caixa Cultural de Fortaleza, Caixa Cultural de São José do Rio Preto...(a actualizar infos)
Colômbia:
Bogotá – FITB - Festival Internacional de Teatro de Bogotá
Finlândia / Finland:
Espoo
Suécia /Sweden:
Estocolmo / Stockholm , Uppsala
Noruega/ Norway:
Porsgrunn International Theatre festival in Porsgrunn
Argentina:
Buenos Aires, La Plata, Ciudad Azul
Uruguay:
Montevideu
França:
Festival Don Quixote Paris, Lyon
Rússia:
Novgorod Internacional Theater Kingfestival
Alemanha:
Neuss Shakespeare Festival 
Equipa / Team :
Director Artístico/Artistic Director - José Carlos Garcia
Actores/Actors - Duarte Grilo, Jorge Cruz, Ramon de Los Santos, Susana Nunes, Tiago Viegas, Rui Rebelo, Iñaki Jovani
Direcção de Produção/ Production Manager - Tânia Melo Rodrigues
Técnicos/Technicians -  David Florentino, Paulo Cunha, Paulo Machado